# Ceyx collectoris
El martín pigmeo de Nueva Georgia (Ceyx collectoris) es una especie de ave paseriforme de la familia Alcedininae endémica del centro oeste de las Islas Salomón.

## Taxonomía
La especie fue descrita por  Lionel Walter Rothschild y Ernst Hartert en 1863 como Ceyx lepida collectoris. Esta especie se consideraba anteriormente una de las 15 subespecies reconocidas del martín pescador variable (Ceyx lepidus). Un estudio de filogenética molecular publicado en 2013 encontró que la mayoría de las subespecies insulares se habían separado sustancialmente unas de otras. Por lo tanto, el martín pescador variable se dividió y 12 de las subespecies, incluido el martín pigmeo de Nueva Georgia, fueron promovidas al estado de especie.